# 30053 Иван Пасков
(30053) Иван Пасков  (на английски: Ivanpaskov) е астероид от главния астероиден пояс.
Открит е в Станцията Socorro LINEAR на 9 март 2000 г.
Носи името на Иван Пасков, който е финалист в научния конкурс Intel Science Talent Search, през 2014 г.